# Sápara

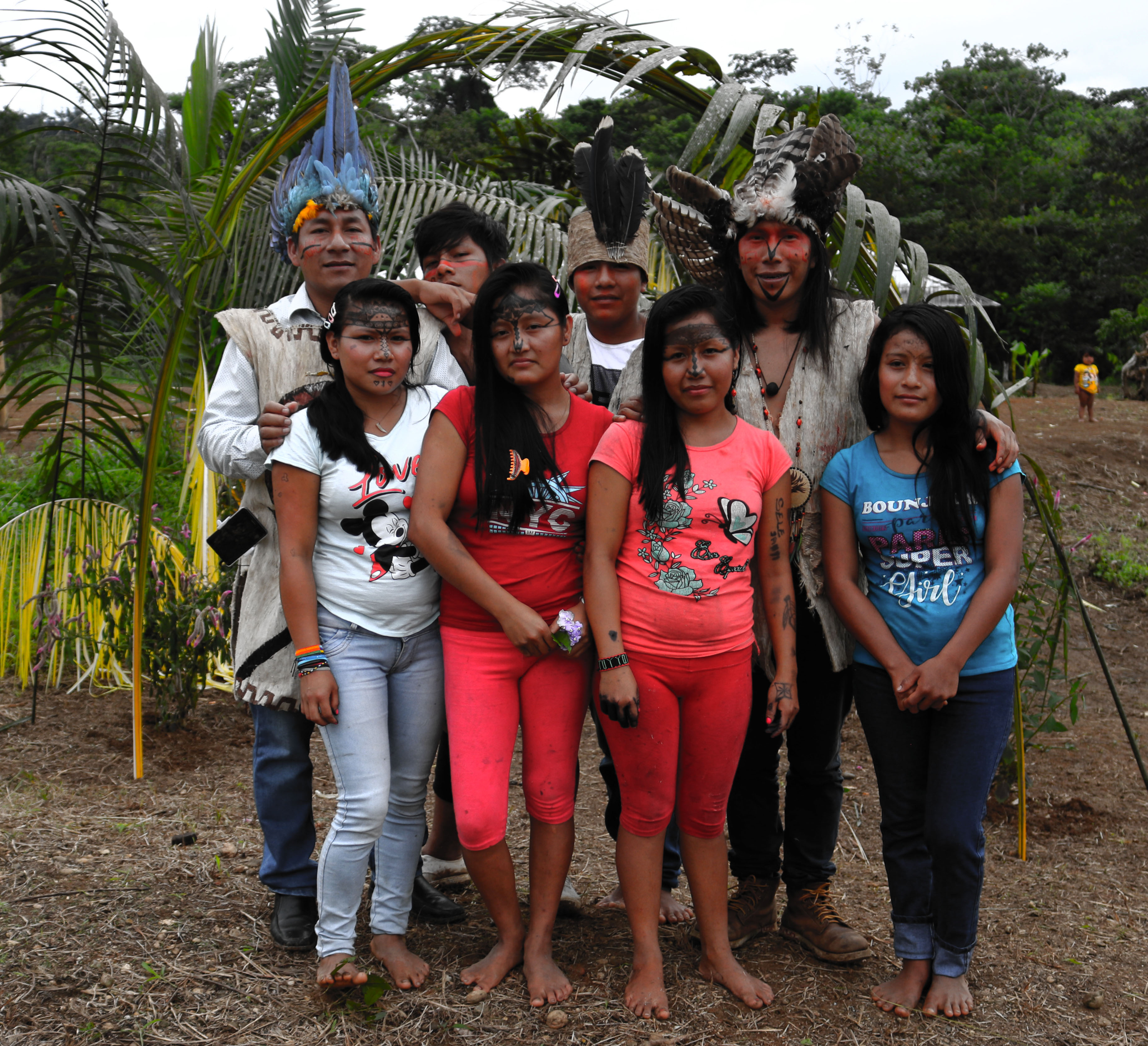
Sapara-Familienfoto aus der Jandiayaku-Gemeinschaft (2018).

Die Sápara, auch bekannt als Zápara oder Záparo, sind ein indigenes Volk, das im Amazonas-Regenwald an der Grenze zwischen Ecuador und Peru beheimatet ist. Sie bewohnten einst ein Gebiet zwischen den Flüssen Río Napo und Río Pastaza in der Größe von etwa 12.000 km². Zu Beginn des 20. Jahrhunderts gab es noch etwa 200.000 Zapara. Seit dem Jahr 2009 bezeichnen sich die ecuadorianischen Zápara als Sápara. Der offizielle Name lautet Nación Sápara del Ecuador (NASE), was Sápara-Nation von Ecuador bedeutet. Der Präsident dieses Volkes ist Klever Ruiz.
Die Nation Sápara wurde am 16. September 2009 offiziell von CODENPE (Consejo de Desarrollo de las Nacionalidades y Pueblos de Ecuador), (deutsch Rat für die Entwicklung der Nationalitäten und Völker Ecuadors) registriert. Der derzeitige Name der Organisation ist das Ergebnis eines Vereinigungsprozesses von flussaufwärts und -abwärts lebenden Gemeinschaften. In den letzten Jahren des 20. und zu Beginn des 21. Jahrhunderts gab es zwischen diesen verschiedenen Gruppen einen Konflikt über ihre authentische ethnische Identität.
Mit dieser Einigung scheint der Konflikt gelöst zu sein. Die CODENPE bestätigt auch offiziell den rechtlichen Status der Autonomie oder Selbstverwaltung der Nación Sápara del Ecuador (NASE) und bestätigt ihr Territorium zwischen den Flüssen Pindoyacu, Conambo und Alto Corrientes (Oberer Fluss) in der Provinz Pastaza. Es wird auch bestätigt, dass der Hauptsitz der NASE in der Stadt Shell liegt.
Der Name Sápara ergibt sich auch aus dem Umstand, dass der Buchstabe Z im Alphabet der Sáparas nicht vorkommt. Dies ist eine Information von Bartolo Ushigua Santi vom 10. Dezember 2009. Er schreibt, dass diese Tatsache das Ergebnis von Untersuchungen über die Grammatik der Sápara-Sprache ist, die von der Dirección de Educación Bilingüe Sápara (DIENASE) (deutsch Direktion für Bildung der Sápara-Nationalität in Ecuador) durchgeführt wurden. Sie fanden heraus, dass das Alphabet der Sáparas mit dem Buchstaben W endet.

## Kultur

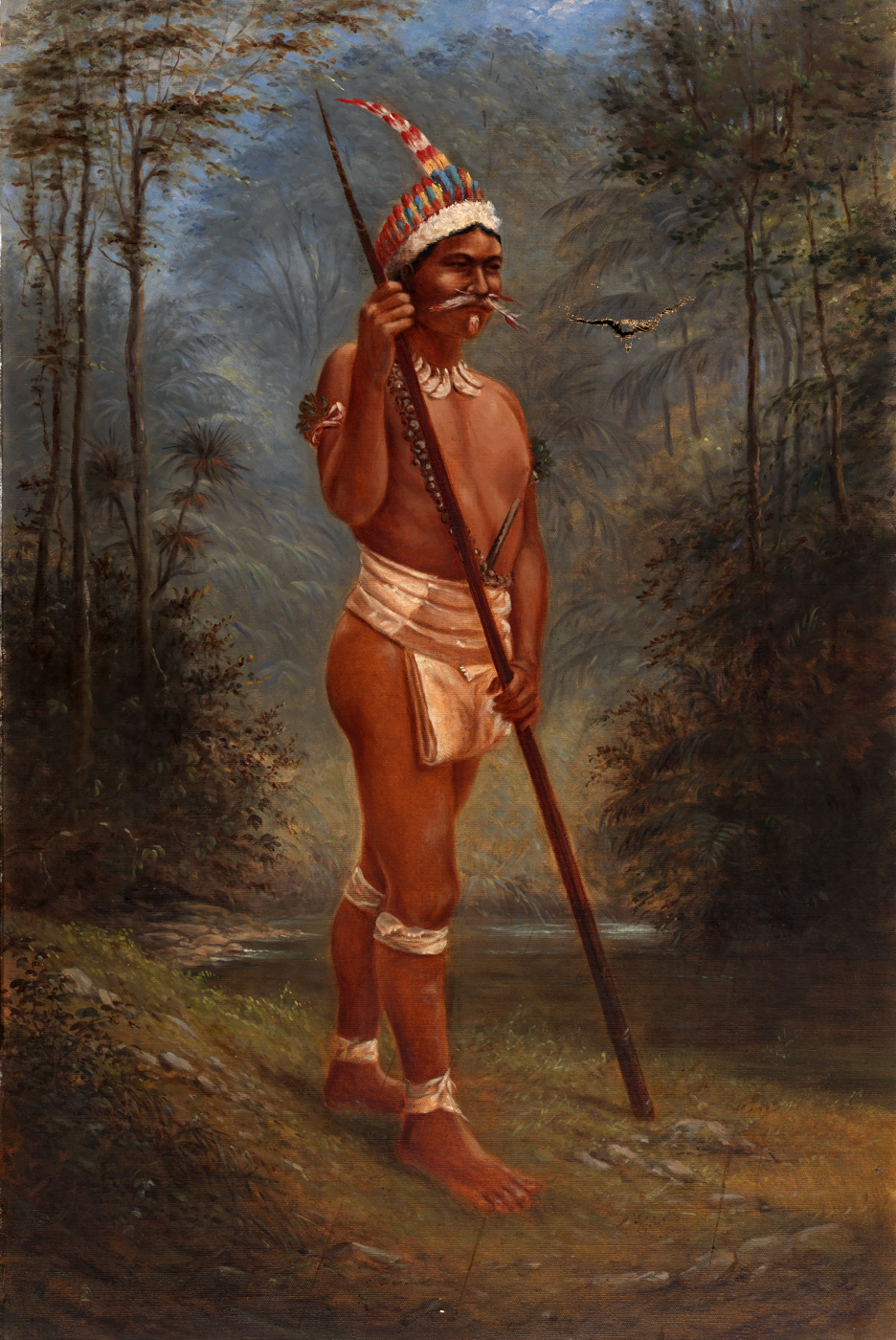
Gemälde eines Zaparo (um 1893)

Die Menschen der Sápara bevorzugen Palmherzen als ihr Hauptgemüse und fischen in den vielen Flüssen ihrer Heimat im Dschungel. Mit Blasrohren und Bambuspfeilen jagen sie auch Tapire, Pekaris, Holzwachteln (Odontophorus) und Hokkohühner. Da sie Klammeraffen für ihre Vorfahren halten, jagen sie diese nicht. Im 20. Jahrhundert führte die Nachfrage nach Kautschuk zur Zerstörung eines Großteils ihres Dschungels (und der Tiere, die darin lebten) und zur Versklavung der Menschen.

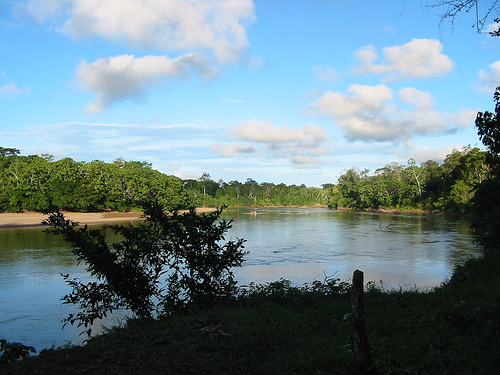
Río Curaray

## Sprachen
Da die Anzahl der Sápara rapide zurückging, gibt es nur noch wenige von ihnen, die ihre Muttersprache sprechen. Der älteste überlebende Zaparo-Sprecher ist ein Mann von etwa 80 Jahren, Pedro Ernesto Santi. Er und seine Familie leben in einem Weiler am Fluss, in dem etwa vierzig Menschen leben. Heute sprechen nur noch vier Sápara, die alle über 70 Jahre alt sind, die Záparo-Sprache einigermaßen fließend. Die UNESCO erklärte die Záparo-Sprache 2001 zum “mündlichen und immateriellen Kulturerbe der Menschheit”.

## Bedrohungen für das Gebiet von Sápara
Seit die Volksrepublik China begonnen hat, Ecuador im Tausch gegen Erdöl große Geldsummen zu leihen, drängt China auf eine massive Ausweitung des ecuadorianischen Erdölvorkommens. Dies betrifft insbesondere das zentrale südliche Amazonasgebiet und den Nationalpark Yasuní. Die chinesischen Unternehmen Sipec und Andes Petroleum, das mit dem chinesischen Mischkonzern PetroOriental fusionierte, haben Angebote für die Blöcke 79 und 83 im Nationalpark Yasuní abgegeben. Das Gebiet der Sápara fällt vollständig in diese Ölblöcke. Im Block 79 leben auch die Kichwa und in Block 83 neben den Sápara auch die Kichwa und die Shiwiar.
Die Öffnung dieser sensiblen Region für die Erschließung von Ölvorkommen würde wahrscheinlich zu einem kulturellen Völkermord und zum Verschwinden von mehr als einer indigenen Gruppe führen. Die Sápara haben ebenso wie die zuvor erwähnten Kichwa und Shiwiar in zahlreichen Versammlungen, Kongressen und indigenen Erklärungen deutlich gemacht, dass sie keine mineralgewinnende Industrie, wie z. B. die Erdölförderung, in ihrem Gebiet wollen.
Gloria Ushigua, die derzeitige Präsidentin der Frauenvereinigung von Sápara (Ashinwaka), führt seit langem den Kampf zum Schutz des Gebiets ihres Volkes. Ein weiterer Faktor, der die ohnehin schon dringende Situation verschlimmert, ist die Tatsache, dass die ecuadorianische Regierung drastisch gegen Organisationen und die Zivilgesellschaft vorgeht, die sich gegen die Ölerschließung wehren. Als freimütige Stimme wurde Ushigua in der Öffentlichkeit angegriffen, in ihrem Haus belästigt, bedroht, schikaniert und erhielt Drohungen. Sie gehört zu einer Gruppe von acht indigenen Führern, die unter Beschuss gerieten, als formelle Beschwerden beim Justizministerium eingereicht wurden.
„Wir führen derzeit einen Kampf gegen die Ölgesellschaften, die in unsere Gebiete eindringen und unsere Existenz bedrohen“, sagte Ushigua. „Wir haben uns an unsere Verbündeten gewandt und sind bereit, mit der ganzen Kraft unserer Vorfahren gegen die Unternehmen und die Regierung zu kämpfen, um das Land zu schützen, aus dem wir stammen, ein Land, das frei von Ölförderung bleiben muss“.
Aufgrund der Bedrohungen, denen ihr Volk ausgesetzt war, organisierte die Sápara-Nation einen Kongress in der Gemeinde Torimbo in der Provinz Pastaza, auf dem sie ihre eigenen einheimischen Führer ernannte. Diese Ernennung wurde durch das indigene Urteil im Rahmen des Justizsystems der Gemeinde Jandiayacu unter Beteiligung der Sápara-Ältesten, die als Richter fungierten, bestätigt. Dieses Urteil wurde von CONAIE und CONFENIAE, der eigenen Regierung der Sápara, sowie von CODENPE, dem Rat für die Entwicklung der Nationalitäten und Völker Ecuadors, anerkannt.
Die ecuadorianische Regierung setzte die CODENPE nun jedoch über den Sekretär für politische Verwaltung unter Druck, dieses indigene Sápara-Urteil nicht anzuerkennen. Kritiker sind der Meinung, dass die ecuadorianische Regierung mit der Ausbeutung der Ölblöcke 79 und 83, die Teil des Sápara-Territoriums sind, den Straftatbestand der Missachtung des indigenen Rechts erfüllt (u. a. Artikel 171 der Verfassung der Republik).

## Filme und Videos
- 1999: Talking with Fish and Birds – The Záparo Indians in the Ecuadorian Jungle, Dokumentarfilm, von Rainer Simon, Kamera: Frank Sputh, Deutschland 1999, 43 Minuten, eine Simon/Sputh-Produktion.[15]
- 2007: Becario Zapara ONU 2007 – Ecuador[16]
- 2017: The Last Guardians, Sozial- und Umweltdokumentation, von "Tierra Productions" (Joe Tucker, Adam Punzano), 44 Minuten.[17] The Last Guardians bietet einen einzigartigen Einblick in die Art und Weise, wie indigene Völker leben und die Welt sehen, und ist gleichzeitig eine Warnung davor, was die Welt zu verlieren droht, wenn ihre Rechte und Überzeugungen nicht respektiert werden. Der Film erzählt die Geschichte zweier Stämme im ecuadorianischen Amazonasgebiet, die darum kämpfen, ihre Kultur und Lebensweise gegen das Eindringen von Ölfirmen zu bewahren. Der Film wurde mit den Sapara- und Kichwa-Völkern gedreht. Ihre Botschaften klingen in unserer Zeit der Klimakrise und der Umweltzerstörung stark nach und tragen dazu bei, dass das Bewusstsein für den großen Wert indigenen Wissens in dieser Zeit für die Weltgemeinschaft wächst.